# HYOI
HYOI는 대한민국의 래퍼다. 2021년 EP [Damn girl - the ILLUSION]으로 데뷔했다.

## 방송
- 방구석 래퍼 (2022)
- 랩컵 (2024) - 4위